# Estação Parque da Maia
Estação da zona do Grande Porto localizada na Avenida João Paulo II, na Maia. O projeto de arquitetura é da autoria de João Álvaro Rocha. Tem a peculiaridade de ser a única estação na rede em viaduto.